# KYTV
KYTV  war eine britische Comedyshow, die von 1989 bis 1993 auf BBC Two ausgestrahlt wurde. In Mitteleuropa wurde die Show u. a. von arte ausgestrahlt.

## Geschichte
Die Serie war eine TV-Fortsetzung der Radio-Comedy Radio Active, die von BBC Radio 2 ausgestrahlt wurde und britisches Lokalradio auf die Schippe nahm. Die Darsteller sind weitestgehend identisch.
KYTV wurde von Angus Deayton und Geoffrey Perkins geschrieben und von Jamie Rix produziert, die Musik steuerte Philip Pope bei.
Die fünf Hauptdarsteller spielen zusätzlich zu den Hauptcharakteren verschiedene Nebenrollen.
Die Hauptcharaktere sind
- Angus Deayton als Mike Channel
- Helen Atkinson-Wood als Anna Daptor
- Michael Fenton Stevens als Martin Brown
- Geoffrey Perkins als Mike Flex
- Philip Pope als The Continuity Announcer

Die Pilotsendung wurde am 12. Mai 1989 auf BBC Two ausgestrahlt, in Mitteleuropa bisher nicht. Die reguläre Serie startete am 3. Mai 1990 und gliedert sich in drei Staffeln mit je 6 Episoden. Es gab abschließend noch eine Sonderepisode namens Children in Need. Diese wurde jedoch nur von der BBC gesendet. Insgesamt gibt es also 20 Sendungen.
Die Serie gewann 1992 die silberne Rose von Montreux, den Preis der Stadt Montreux für die Folge „Good Morning Calais“.

## Format
KYTV ist eine Parodie auf  Fernsehformate von Privatsendern, insbesondere auf Formate des britischen Satellitensenders Sky Television. Ein besonderes Highlight sind die Werbespots, die sehr nah am Original sind.
Beispiele:
- Der KYTV-Eigentümer heißt Sir Kenneth Yellowhammer (S-K-Y)
- Die schärfsten Wettbewerber heißen bei KYTV BSE-TV, bei Sky BSB-TV.
- Zeitgleich starteten Sky und KYTV neue Spartenkanäle mit ähnlichen Namen SkySport/KY Sports oder Red Hot Dutch/Leak Warm Belgier.
- Es gibt deutliche Gemeinsamkeiten in den Charakteren bei den Eigentümern Rupert Murdoch (SKY) und Kenneth Yellowhammer (KYTV)

Jede Episode behandelt ein zentrales Thema in Form eines Programmspecials, um das die gesamte Handlung herum gebaut wird.

## Episoden
- Pilotfolge – Siege Side Special

### Staffel 1
- 1 – Launch

In dieser Folge wird die offizielle Sendestartparty gefeiert, das Programm und die Moderatoren vorgestellt.
Zitate: Kenneth Yellowhammer ist ein Familienmensch, er hat deswegen gleich mehrere Familien. BBC und ITV produzieren Fernsehen auf höchstem Niveau, es gab also eine Marktlücke für schmutzigen, billigen Schund.
- 2 – Big Fight Special

Der Gewinner einer Castingshow muss gegen einen Berufsboxer antreten.
Zitate: Wir begrüßen einen Experten, den man nur als Mr. Boxing kennt. Willkommen Henry Boxing. Wir wiederholen unseren Song „Schnauze des Leoparden“ solange, bis er Platz 1 der Charts ist.
- 3 – The Green Green Show

In dieser Show geht es um Umweltverschmutzung. Gesponsert wird die Sendung aber von „Exxon – Das richtige Öl für ihren Fisch“. Auch die eingeladenen Experten sind von zweifelhafter Qualität, wie der Vorsitzende der Grünen Partei, hauptberuflich Sportreporter bei KYTV und ein Heizungsbauer der Firma Global Warming (globale Erwärmung)
- 4 – Those Fabulous War Years

Das Thema dieser Show ist der Zweite Weltkrieg, der effektheischend und marktschreierisch verklärt wird.
- 5 – It's a Royal Wedding

Liveübertragung einer Hochzeit eines unbedeutenden Adelpaares. KYTV wirbt überall, sogar in der Kirche und auch auf den Sohlen des Bräutigams. Höhepunkt ist der Auftritt der Metalband „Gums ‚n’ Spittle“ als Kirchenchor.
- 6 – Challenge Anna

Challenge Anna ist die KYTV-Version von Rätselflug. Besonderheit: Es muss in 30 Minuten eine Spendermilz gefunden und verpflanzt werden.

### Staffel 2
- 1 – KYTellyThon

Brown Nose Day bei KYTV. Es geht darum, möglichst verrückte Sachen zu machen und dafür Geld zu sammeln. Das mit den verrückten Sachen klappt besser, als das mit dem Geld.
- 2 – God Alone Knows

Diese Folge parodiert das religiöse Pflichtprogramm der Privatsender mittels des hauseigenen Pfarrers Reverend Wright. Für die religiösen Minderheiten treten Jihadkämpfer Rashid und die Handpuppe „Rabbi Rabbit“ auf.
Zitat:
- Rashid, wie verbreiten Sie den Islam?
– Mit dem Schwert und viel Blut!
– Und wie verbreiten Sie den Glauben, Reverend?
– Ähnlich: Mit Bingo und Kirchenflohmärkten.
– Rashid, was denken Sie über Sonntagsverkäufe?
– Mir egal.
– Und Sie, Reverend?
– Verbrennt die Bastarde!
- 3 – Good Morning Calais

Special zur Eröffnung des Kanaltunnels und gleichzeitiger Start des europaweiten Programms KY Europe. Die KYTV-Crew macht sich dabei über zahlreiche europäische Eigenarten und Stereotype lustig.
- 4 – Crisis Special

Auf einer Insel irgendwo in der Südsee findet irgendein Putsch statt. Keiner weiß, was passiert ist, keiner weiß, was zu tun ist, es wird aber kräftig berichtet.
Zitate: Wie ich bereits bei BBC, ITV, Sky News und London Jazz Radio sagte, ist dieser Krieg viel zu viel in den Medien. Ich will, dass der Präsident alles tun kann, was er will – Nun, das ist dann Demokratie mehr im diktatorischen Sinn des Wortes.
- 5 – Speak For Yourself

Ein Jahr KYTV und es darf ein Blick hinter die die (Alp-)Traumfabrik geworfen werden. Kenneth Yellowhammer beantwortet Fragen der Zuschauer.
Zitate: Die Fusion von KYTV und BSE-TV war keine Übernahme. Sehen Sie: Von uns kam das „KY“ und von BSE-TV das „TV“. Dies gab den völlig neuen Namen KYTV. Von uns kam das Personal, die Technik und das Programm, von BSE-TV die gefütterten Briefumschläge. Sie sehen – eine lupenreine Fusion!
- 6 –  Talking Head

Dummerweise läuft die Nachwahl in der Provinz Thodding zur selben Zeit wie KYTVs Sexshow. Es kommt dabei immer wieder zu Verwechslungen.

### Staffel 3
- 1 – The Making of David Chizzlenut

Diese Folge zeigt das Entstehen eines eigenproduzierten Dramas. Von Anfang bis Ende.
- 2 – Those Sexciting Sixties

Rückblick in die wilde Hippie-Zeit mit vielen Zeitzeugen und Ausschnitten.
- 3 – Fly on the Walls

Reality-TV! Es wird die Familie Wall ein Jahr lang sehr intim beobachtet und dabei schon nach kurzer Zeit ein Schlachtfeld angerichtet.
- 4 – 2000 and Whither?

KYTV fragt sich, wie wohl die Welt im Jahr 2000 aussehen wird und welche technischen Errungenschaften auf uns warten.
Zitat: Wir auf dem Mars verständigen uns durch Telepathie. Wir haben keinen Geruchssinn, keine Sprache und wir trinken Guinness, denn wir haben auch keinen Geschmack.
- 5 – Hot Crimes

KYTV versucht sich als Aktenzeichen XY. Täter kann man aber nur fangen wenn es auch ein Verbrechen gibt.
- 6 – Get Away With You

Das Reisespecial auf KYTV zeigt uns wie sich Briten im Urlaub besser nicht verhalten sollen.